# Lanthanusa cyclopica
Lanthanusa cyclopica is een libellensoort uit de familie van de korenbouten (Libellulidae), onderorde echte libellen (Anisoptera).
De wetenschappelijke naam Lanthanusa cyclopica is voor het eerst geldig gepubliceerd in 1912 door Ris.